# سیارک ۲۵۳۷۱
سیارک ۲۵۳۷۱ (به انگلیسی: 25371 Frangaley، نامگذاری:1999TS153) بیست و پنج هزار و سیصد و هفتاد و یکمین سیارک کشف شده‌است که در ۷ اکتبر ۱۹۹۹ کشف شد.
قدر مطلق سیارک برابر ۸.۹ است.